# Rick Chaffee
Frederick Stoddard II „Rick” Chaffee (ur. 10 stycznia 1945 w Rutland) – amerykański narciarz alpejski. Nie startował na żadnych  mistrzostwach świata. Wziął udział w slalomie na igrzyskach w Grenoble, gdzie zajął 9. miejsce. Najlepsze wyniki w Pucharze Świata osiągnął w sezonie 1967/1968, kiedy to zajął 14. miejsce w klasyfikacji generalnej.
Jego siostra Suzy również uprawiała narciarstwo alpejskie.

## Sukcesy

### Puchar Świata

#### Miejsca w klasyfikacji generalnej
- 1966/1967 – 42.
- 1967/1968 – 14.
- 1968/1969 – 22.
- 1969/1970 – 24.
- 1970/1971 – 21.

#### Miejsca na podium
1. Rossland – 29 marca 1968 (zjazd) – 3. miejsce
2. Heavenly Valley – 7 kwietnia 1968 (zjazd) – 3. miejsce
3. Heavenly Valley – 6 marca 1970 (zjazd) – 2. miejsce